# هندريك إلياس
هندريك إلياس هو مؤرخ وسياسي بلجيكي، ولد في 12 يونيو 1902 في بلجيكا، وتوفي في 2 فبراير 1973 في بلجيكا. حزبياً، نشط في فلامس نيشنال فيربوند. وقد انتخب عضو مجلس النواب من بلجيكا.